# Episodi de La meravigliosa Bakery di Alice (prima stagione)
La prima stagione della serie animata La meravigliosa Bakery di Alice è stata trasmessa negli Stati Uniti su Disney Junior dal 9 febbraio 2022 al 31 marzo 2023 e in Italia è stata pubblicata in quattro parti dal 7 dicembre 2022 al 13 settembre 2023 su Disney +.
| nº | Titolo originale                                     | Titolo italiano                                              | Prima TV USA     | Prima TV Italia                                      |
| -- | ---------------------------------------------------- | ------------------------------------------------------------ | ---------------- | ---------------------------------------------------- |
| 1  | Unforgettable Unbirthday/Picnic for One"             | Un non compleanno indimenticabile/Picnic per uno             | 9 febbraio 2022  | 7 dicembre 2022                                      |
| 2  | Try Again Tart/Pie Pressure                          | La gara delle torte/Ansia da torta                           | 10 febbraio 2022 | 7 dicembre 2022                                      |
| 3  | No Palace Like Home/Royal Remembrance                | Nessun palazzo è come casa/Ricordi regali                    | 11 febbraio 2022 | 7 dicembre 2022                                      |
| 4  | Alice's Stormy Afternoon/Into the Tulgey Wood        | Un pomeriggio burrascoso per Alice/Nella foresta di Tulgey   | 18 febbraio 2022 | 7 dicembre 2022                                      |
| 5  | Gallymoggers Granola/Sour Grapes                     | Granola pazzarella/Uva verde                                 | 25 febbraio 2022 | 7 dicembre 2022                                      |
| 6  | Cookie's Day Off/Picture Furfect                     | Il giorno libero di Cookie/Lo scatto perfetto                | 4 marzo 2022     | 7 dicembre 2022                                      |
| 7  | Order Up/Teeny Tiny Venture                          | In consegna/Avventura piccina picciò                         | 11 marzo 2022    | 7 dicembre 2022                                      |
| 8  | Another Alice/Fergie Plays the Palace                | Un'altra Alice/Fergie suona a palazzo                        | 18 marzo 2022    | 8 marzo 2023 (Sottitolati) 12 luglio 2023 (Doppiati) |
| 9  | Dodo Dilemma/Horsin' Around                          | Dilemma da Dodo/Imbizzarrirsi                                | 25 marzo 2022    | 8 marzo 2023 (Sottitolati) 12 luglio 2023 (Doppiati) |
| 10 | Potato Potahto/Hattie's Inside Out Cake              | Patate e Batate/La torta inversa di Hattie                   | 1 aprile 2022    | 8 marzo 2023 (Sottitolati) 12 luglio 2023 (Doppiati) |
| 11 | Easy Breezy/Walk the Jabberwock                      | Veloce come il vento/Un giretto col Ciciarampa               | 8 aprile 2022    | 8 marzo 2023 (Sottitolati) 12 luglio 2023 (Doppiati) |
| 12 | Roamin' Holiday/Proof in the Pudding                 | Gita fuori palazzo/La prova è nel budino                     | 15 aprile 2022   | 8 marzo 2023 (Sottitolati) 12 luglio 2023 (Doppiati) |
| 13 | A Royally Mad Tea Party/JoJo's Bye-Bye Party         | Una festa del tè regalmente matto/La festa di addio di JoJo  | 29 aprile 2022   | 12 luglio 2023                                       |
| 14 | Fergie Suits Up/Look Who's Knocking                  | Fergie in divisa/Senti chi bussa                             | 13 maggio 2022   | 12 luglio 2023                                       |
| 15 | A Special Blend/The Princess and the Hare            | Una miscela speciale/La principessa e la lepre               | 10 giugno 2022   | 12 luglio 2023                                       |
| 16 | Meet the Tweedles/A Very Wonderland Wedding          | I gemelli/Un matrimonio davvero meraviglioso                 | 1 luglio 2022    | 12 luglio 2023                                       |
| 17 | Bubbling Over/The Card Guard Shuffle                 | Via con le bolle/La mescolanza delle guardie                 | 5 agosto 2022    | 12 luglio 2023                                       |
| 18 | A Rose Between Two Thorns/Double Dinah               | Una rosa tra due spine/Doppia Dinah                          | 12 agosto 2022   | 13 settembre 2023                                    |
| 19 | Cream Puffs of Champions/Fluffle Kerfuffle           | I bidgnè dei campioni/Caccia al Funguffolo                   | 2 settembre 2022 | 13 settembre 2023                                    |
| 20 | If the Shoe Hat Fits/Cookie is Booked                | Una sorpresa per Hattie/Il tour di Cookie                    | 7 ottobre 2022   | 13 settembre 2023                                    |
| 21 | The Gingerbread Palace                               | Il palazzo di Pan di Zenzero                                 | 29 novembre 2022 | 13 settembre 2023                                    |
| 22 | It's the Hatter that Matters/Cheshire's Cat-Astrophe | Il cappello non fa il cappellaio/La gattàstrofe di Stregatto | 13 gennaio 2023  | 13 settembre 2023                                    |
| 23 | Queen Alice/A Kuku Surprise                          | Regina Alice/Una Kuku Sorpresa                               | 17 febbraio 2023 | 13 settembre 2023                                    |
| 24 | Back to the Root/Alice the Piefectionist             | Una ricetta indimenticabile/Alice la perfezionista           | 17 marzo 2023    | 13 settembre 2023                                    |
| 25 | Sunny-Side-Up/A Supreme Pizza Problem                | Al sol splendente/La pizza suprema problematica              | 31 marzo 2023    | 13 settembre 2023                                    |